# 中二病也想談戀愛！
《中二病也想談戀愛！》，简称中二戀、中二病、中戀，是由虎虎著作、逢坂望美所插畫的日本輕小說作品，由京都動畫旗下《KA Esuma文庫》於2011年6月1日正式出版。
2012年10月至12月播出由原作改編的同名電視動畫第一季。电视动画为原作小说的二次创作，动画的剧情与人物设定和原著有较大差异。2014年1月至3月播放電視動畫第二季《中二病也想談戀愛！戀》。电影版《小鳥遊六花・改 ～劇場版 中二病也想談戀愛！～》於2013年9月14日上映。2017年5月19日公布電影《中二病也想談戀愛！-Take On Me-》，於2018年1月6日上映。

## 概要
本作品為第一屆京都動畫大賞輕小說部門之優秀作品，獲獎的評語是「文中的著眼點和想法都令人覺得很有趣」。得獎作品於2011年6月1日出版，隨後亦有推出續集，全4卷。
作者在後記表示，全書有不少捏他是向《涼宮春日的憂鬱》致敬。
動畫版除了最基本的角色設定外，其餘部分與原著小说的劇情和人物背景并不相同。

## 故事簡介
原作
富樫勇太於初中畢業的時候，決定同時為自己舉辦中二病畢業的儀式。打算順利度過高中生活的勇太，在開學日以最後的中二語錄完全封鎖這段黑历史。可惜天意弄人，勇太遇上了現任中二病患者暨同班同學小鸟遊六花，更被六花看出中二病的殘餘症狀。六花於是以此威逼勇太與她「立下契约」。六花的行為舉止惹來了勇太的不少同學、家人、甚至初中好友的注目，使勇太在享受現充生活時充滿着難言之隱……
動畫第二季《中二病也想談戀愛！戀》
因為發生些問題失去住所的六花開始尋找新家，在一直都不順利的情況之下，只好搬到目前只有勇太一個人居住的富樫家，但此時樟葉為了迎考而回到了富樫家。總之，勇太與六花最後還是連同樟葉一起展開了有點奇妙的共同生活。另一方面，原本的小鳥遊家搬來了一位新的鄰居，她就是過去勇太所憧憬的少女——自稱魔法魔王少女「蘇菲婭寧·SP·薩圖爾努斯7世」的七宮智音。就這樣，仍然完全稱不上普通的勇太高二第一學期開始了。

## 登場人物
※旁白的聲優為大塚芳忠

### 主要角色
富樫勇太（聲：福山潤）
生日：7月7日，身高：170cm，體重：60kg，血型：A型，星座：處女座（原作小說）／巨蟹座（動畫）。
- 小說版設定

在中學校二年級的時候便患上中二病。升讀進入私立銀杏學園（以已廢校的滋賀県日野町立鎌掛小学校為原型）後，為了消除中二病而努力學習現代生活常識，但仍留有小部份的中二病症狀，結果被女主角小鳥遊六花看見並以此作威脅。
性格開朗，充滿正義感，並樂於照顧別人和處理各種家務，希望能成為真正的熱血男子漢。
為了在私立銀杏學園成功畢業而努力上課讀書，功課成績優秀，但英語科成績欠佳。
妄想世界時的設定為「漆黑烈火使」（Dark Flame Master），右手臂封印著黑炎龍。後來被六花以「邪王真眼」解開右手封印，締成二人的契約。
- 電視動畫版設定

私立銀杏學園學生（1年級4組→2年級4組），任職私立銀杏學園學級委員。十分討厭自己的患上中二病，對其他同學患上中二病則時常批評，而對患上中二病的女同學也會亳不留情作出批評。
在學校陽台獨自再重複自己的中二病行為以消除其陰影，卻被六花看見，為她所憧憬傾慕。儘管要盡量避免與六花接觸交往，不過隨著時間的推進，二人在相處中產生出互相信賴的友誼感情。
原本對丹生谷森夏充滿憧憬好感，但是在看見森夏腹黑的性格後便失去了憧憬感情，在後期喜歡六花。
第二季也出現「漆黑烈火使」（Dark Flame Master）的進化版「漆黑烈焰領主」（GelZone UNSAS），黑炎龍也變成暗炎龍·格爾尼安薩斯，並且簽定真正的戀人契約。
小鳥遊六花（聲：內田真禮）
生日：6月12日，身高：150cm，體重：47kg，血型：AB型（原作小說）／A型（動畫）、三圍：78/53/80。
- 小說版設定

勇太的同班同學，皮膚白皙、身型嬌小的短髮少女。頭髮上有根呆毛。右眼佩戴眼罩，遮蓋着金色虹膜變色片隱形眼鏡的右眼。
現役中二病患者，在學校很少結交、認識同學。父母都不會主動關心理會，直至遇上勇太才感受到被關心照顧的溫暖。
擅長裁縫，因為患上中二病的關係，英語科成績良好，能使用很多奇妙的英文，國語科、數學科及社會科成績欠佳。
妄想世界時的設定為「邪王真眼」（Evil Eye）操縱者，歷盡艱辛後才與「漆黑烈火使」再會。
對勇太有憧憬好感。
- 電視動畫版設定

私立銀杏學園學生（1年級4組→2年級4組），與勇太在學校內頻繁而親密的互動接觸，而受到學校內各同學注意。
三年前因父親的要求六花的姊姊十花以及六花的母親，並沒有向當時年幼的六花提及父親病危的消息，六花還以為父親很快便會康復，後來父親過世再加上母親離家出走，一時間接受不了事實，相信著自己能夠在不可視境界線空間內與父親團聚。沒多久便搬去與祖父母生活。中學時在一次去姊姊十花家的旅程中無意間看見中二病狀態的勇太，六花仰慕著勇太可以做自己喜歡的事，回到家後就加以模仿，於是便患上中二病。所以六花的中二病就是來源於勇太。與祖父母生活了二年後，便前往姊姊小鳥遊十花的家中一起居住，並成為勇太的鄰居，居住在勇太樓上。
在開學日當天看見勇太在學校陽台患上中二病的情況後，開始認識接觸勇太。
討厭吃番茄。因姐姐不允許，在遇見勇太前從未吃過便利商店的食物。
电视动画中标示电子邮箱为rikka0612@siftbank.ne.jp。
丹生谷森夏（聲：赤崎千夏）
生日：8月30日，年齡：16歲（2年級4組） ，身高：165cm，體重：57kg，血型：B型，三圍：86/57/83。
- 小說版設定

私立銀杏學園學生，任職學級委員。男主角富樫勇太的同班同學，具有施虐癖的特殊嗜好，討厭被他人稱為「森大人」。學校內成績優異，名列前茅，但數學科成績一般。學校文化祭活動的组長，隸屬舞蹈部。
因某種原因討厭患上中二病的人士，得知小鳥遊六花患上中二病的時候，誓言要幫助六花消除中二病。妄想世界時設定為「邪王真眼」的敵對勢力，與「雷霆戰鎚」展開著對決戰爭。祈求著過去的遺產，徬徨地渡過著悠長的時間。
- 電視動畫版設定

私立銀杏學園學生（1年級4組→2年級4組），任職學級委員。學校啦啦隊成員，希望可以成為啦啦隊隊長，改變以往的形象。後又自行退出。
在文化祭上做快閃族表演而被話劇社社長相中，積極拉攏而加入話劇社。但還是經常出沒小鳥遊它們的社團辦公室。
中學校時期曾經患上中二病，以名字森夏（しんか）拆開為森（Mori）夏（Summer），自稱是活了1200年現存唯一的魔法師Mori Summer。與富樫勇太一樣爲了消除自己曾經患上中二病的陰影，因而選擇就讀沒有中學校同班同學的高等學校私立銀杏學園。（但其照片在電影版時被十花拿來威脅）
過去的中二病作為深刻影響凸守早苗（早苗尊稱其為「森大人（森様）」），許多過去的事蹟都被收錄在其黑暗聖典（Mabinogion）之中，為了成功銷毀黑暗聖典紀錄而加入同好會。
第四集時拜訪勇太家中想藉此銷毀黑暗聖典，但因為早苗早已經備份數本資料而失敗告終，原本活潑開朗的形象也發生極大轉變，目前爲了成功銷毀黑暗聖典紀錄而繼續待在同好會中，稱早苗為「2年級小鬼」（中坊），被早苗認為是冒牌的森大人，但也曾出現了「真」冒牌的森大人，最後自己用中二病的森大人來擊退「真」冒牌的森大人。
一聽到過去中二病歷史就會搥東西，讓勇太制止並吐槽她她槌的東西是無罪的。
第一季中不小心奪走早苗的初吻，在電影版中，被十花以兩人接吻的照片威脅自己和早苗。
在第二季參加學生會長選舉，最後輸給早苗而成為副會長，但早苗當她只是個傭人。
雖然聲稱自己很討厭早苗，但在電影版兩人在飯店睡休息的隔天早上被十花發現時兩人抱在一起，有時會一起合作。
一色誠（聲：保志總一朗）
- 小說版設定

男主角富樫勇太在升讀進入私立銀杏學園的首名結交認識同學，任職風紀。性格認真率直，成绩優異，善於解決他人難題。興趣是擅長收集學校內各女同學的資料，夢想是能成為高大而英俊的模特兒。 被妄想世界時的設定為「漆黑烈火使」的魔族同伴，把持著充滿知識的《禁書默示錄》。
- 電視動畫版

高中部1年4組→2年3組。性格與小說版相同。喜歡五月七日茴香，但在第二季開始邊緣化，沒什麼劇情。
七宮智音（聲：長妻樹里）
中二病患者。勇太中學時的同學及青梅竹馬，也是勇太的憧憬對象，勇太中二病發作的原因。時常會「咿～哈哈哈」大笑。
雖同是中二病，個性比起六花圓滑世故許多。
初二轉學後接觸丹生谷。
妄想时的設定為魔法魔王少女「蘇菲婭寧·SP·薩圖爾努斯7世」，攻擊、防禦都達至最高水平。
第一部電影版結尾首次登場，電視動畫第二季後期再次喜歡上勇太。
有著比同齡人還要成熟的感情觀。
與小說劇情不同的是，在小說中，與六花為情敵，但在動畫中，鼓勵六花追求勇太。
五月七日茴香（聲：淺倉杏美）
生日：10月14日，身高：155cm，體重：54kg，血型：O，三圍：89/56/82。
私立銀杏學園學生。高中部2年4組→3年級。勇太的學姊。
悠然自在，喜歡睡覺。因為除了幼兒園到現在以外都由家教上課，因此單純度被丹生谷稱為「正牌天然呆」。
經常遺留物品，惟獨不會忘記自己的枕頭，成績很差。
被妄想时的設定為「漆黑烈火使」與「邪王真眼」的同伴，似乎有能力打開前往混沌之淵的大門。
雖然名字是五月七日，但在第一季Lite提到自己的生日是在10月，對午睡有一套學問，其拿手的就是睡覺，在第二季的睡眠比賽中是唯一存活下來的隊員。
凸守早苗（聲：上坂堇）
生日：8月9日，身高：143cm，體重：45kg，血型：A，三圍：72/53/70。
電視動畫原創角色。勇太等人的初中三年級後輩（第二季時升上高中一年四組），六花的侍從。
覺得身高方面低人一等。最討厭喝牛奶。
講話常在句尾加上「death」。
妄想程度異常嚴重，不過課業非常優秀，勇太、森夏等人對此非常驚訝，成績為全年級榜首，已經取得高中部的保送。
家裡十分有錢，住在獨棟大豪宅，還有保鑣看守。（但她上學不會帶保鑣）
妄想时的設定為「雷霆戰鎚」操縱者，為「邪王真眼」獨一無二的隨從。
習慣把頭髮結成雙馬尾，並在頭髮尾端加上糖果作為槌頭的重物包裹，可以旋轉附有該物的頭髮來當作流星槌攻擊。
放下頭髮時會變成超級美少女。
第一季中不小心奪走森夏的初吻，在電影版中，被十花以兩人接吻的照片威脅自己和森夏，自己卻很擔心，照片一流出去，會演變成她和森夏是百合的情形。
在第二季參加學生會長選舉，最後贏過森夏而成為會長，把森夏當作傭人來使喚，並以學生會權限來保住社團。
雖然聲稱自己很討厭森夏，但在電影版兩人在飯店休息的隔天早上被十花發現時兩人抱在一起，有時會一起合作。

### 教職員生
九十九七瀨（聲：井上喜久子）
勇太的班主任兼數學導師，同時為極東魔術午睡結社之夏的指導老師。有著天然黑的個性，說話時經常把語尾改為「u（ぅ）」。
巫部風鈴（聲：白川愛實）
生日：11月14日，身高：159cm，體重：51kg，三圍：83/55/81。
勇太的同班同學。被叫作物件的「風鈴」（ふうりん）會發怒。曾經開玩笑自稱是看中了六花的百合。
戀愛專家，電視動畫第二季中幫助勇太和六花進一歩發展。
國文教師（聲：烏田裕志）
姓名不詳，於電視動畫第一季第四集登場，戴著黑框眼鏡。
數學教師（聲：松尾大亮）
姓名不詳，於電視動畫第一季第五集登場，戴著銀框眼鏡。

### 家庭成員

#### 富樫家
富樫勇太的爸爸
姓名不詳，原作中與家人住在一起，動畫版則在印尼雅加達工作。
富樫勇太的媽媽（聲：天野由梨）
姓名不詳，經常感到消極，被孩子們玩弄。並且因兼職工作上班而分身不暇。
電視動畫第二季因為照顧身在印尼工作中的丈夫而移居印尼雅加達。
被妄想时的設定為創造「漆黑烈火使」的人類。
電影版尾部再度登場。
富樫樟葉（聲：福原香織）
富樫勇太的妹妹，初中一年級生→二年級生。擅長料理，與勇太一起負責所有家務。
電視動畫第二季因父親工作上的原因而一同與媽媽和二妹移居印尼雅加達，後來為了學校備考而返回日本。
被妄想时的設定為流有「漆黑烈火使」之血的第一同伴。
富樫夢葉（聲：設樂麻美）
富樫勇太的二妹，5歳。充满朝氣，會跟身邊人談很多話。性格早熟，部分要求有點過份現實。
非常喜歡勇太買給她的「相撲熊五郎」玩偶。喜歡親近六花，被指將來有望成為中二病。
電視動畫第二季因父親工作上的原因而一同與媽媽和姐姐移居印尼雅加達。
被妄想时的設定為流有「漆黑烈火使」之血的第二同伴。
電影版尾部再度登場。
Pepapi
富樫家養的狗。犬種為黃金獵犬。
電視動畫版中改為由小鳥遊祖父母家飼養（第7話登場），名稱未定，被凸守中二設定成刻耳柏洛斯。
取而代之的是一只名叫Kimera（きめら）的貓。
Kimera（聲：沖佳苗）
電視動畫原創角色。小鳥遊六花拾養的貓。背上的翅膀裝飾令牠外貌如其名彷彿喀邁拉（Chimera）。
因六花的姊姊十花對貓過敏，六花最後唯有將牠寄養給富樫家。
電視動畫第二季第十二集懷孕，並生下了六隻小貓（一號為本尊），然而懷孕後依然沒瘦下來，才知道它常常跑到外面找東西吃。

#### 小鳥遊家
小鳥遊十花（聲：仙台惠理）
電視動畫原創角色。六花的姊姊。職業是廚師，高中時是體操選手，經常為妹妹烹飪美味的料理。表面上看不出感情的類型，唯獨於夢葉面前顯得較從容。
被妄想时的設定為不可視境界線管理局的女教皇，有許多令人恐懼的超能力，包括瞬間移動。
隨身帶著湯杓，用來和中二狀態的六花打架，積極想矯正六花的中二病，但同時也是讓六花能發洩失去父親的悲傷的對象。
反對妹妹六花與勇太同居。
電視動畫第二季前去意大利進修廚藝。在電影版尾部結婚，並將花球拋給六花，並要求結束與勇太的同居關係。
被六花稱為「聖調理人」。
六花父
姓名不詳，六花與十花的父親，已去世，僅在對話提及回憶登場。
六花母（聲：岩男潤子）
姓名不詳，六花與十花的母親。
於醫院工作，但因人手短缺關係而需要經常前往不同的醫院。
電影版正式登場，幫勇太解開六花的心事。
六花祖父（聲：中博史）
姓名不詳，六花與十花父方的祖父，個性認真，無法接受六花的中二病行為。
六花祖母（聲：野村須磨子）
姓名不詳，六花與十花父方的祖母，認為戴著眼罩的六花是在玩海盜遊戲。

### 其他角色
佐藤（聲：岡田榮美）
森夏在初中時期的同學，在學園銀杏祭期間與森夏重逢；外型為黑色中短髮。
鈴木（聲：中島亞紀）
森夏在初中時期的同學，在學園銀杏祭期間與森夏重逢；外型為綠色長髮並戴著眼鏡。
眠 睡（聲：中原麻衣）
動畫版原創角色。第二季第5話登場。紅葉丘高中 Siesta 同好會社長。與極東魔術午睡結社之夏進行午睡友誼賽。
琴托（聲：山岡百合）
動畫版原創角色。第二季第9話、第10話登場。十花在意大利進修地的店長女兒，7歲。喜歡日本的時代劇，十花短暫回國時跟著她來到日本，電影版尾部再度登場。
千尋（聲：寺島拓篤）
動畫版原創角色，第二季第12話登場。一色誠在暑假打工時相遇的美少年。是個同性戀，喜歡一色誠。
「真」冒牌的森大人（聲：小清水亞美）
動畫版原創角色，第二季第8話登場。喜歡凸守早苗到百合的程度，在非禮早苗的時候被森夏阻止，最後被森夏擊退。

## 出版书籍
| 卷數 | 標題 | KA Esuma文庫   | KA Esuma文庫           |
| 卷數 | 標題 | 初版發售日期   | ISBN                   |
| ---- | ---- | -------------- | ---------------------- |
| 1    |      | 2011年6月1日   | ISBN 978-4-9905812-0-6 |
| 2    |      | 2011年12月28日 | ISBN 978-4-9905812-2-0 |
| 3    |      | 2014年3月20日  | ISBN 978-4-907064-14-3 |
| 4    |      | 2017年12月22日 | ISBN 978-4-907064-76-1 |

## 電視動畫
電視動畫第一季於2012年10月至12月播出。第二季《中二病也想談戀愛！戀》於2014年1月至3月播出。
劇場版總集篇《小鳥遊六花・改 ～劇場版 中二病也想談戀愛！～》於2013年9月14日上映。新作劇場版《中二病也想談戀愛！-Take On Me-》於2018年1月6日上映。

## 外部連結
- 輕小說官方網站 （页面存档备份，存于）（日語）
- 中二病也想談戀愛！的X（前Twitter）（日語）